# Centrale thermique de Neurath
La centrale thermique de Neurath est une centrale thermique en Rhénanie-du-Nord-Westphalie, en Allemagne.
Elle est considérée en 2019 comme le 2e plus gros pollueur d'Europe avec 32,2 mégatonnes de CO2 par an, soit davantage que ce que génère la totalité du trafic aérien intérieur en France.